# چارلز گری (هنرپیشه)
چارلز گری (انگلیسی: Charles Gray؛ ۲۹ اوت ۱۹۲۸ – ۷ مارس ۲۰۰۰) یک هنرپیشه اهل بریتانیا بود.
از فیلم‌هایی که وی در آن نقش داشته است می‌توان به فیلم‌های جیمز باند مانند نقش منفی الماس‌ها همیشگی‌اند، تاب‌آوردن شیطان و همچنین شما فقط دو بار زندگی می‌کنید اشاره کرد.
گری در چهار قسمت از ماجراهای شرلوک هولمز ۱۹۸۴ شبکه آی‌تی‌وی گرانادا، ایفاگر نقش مایکرافت هلمز در برابر شرلوک با بازی جرمی برت بود. او به عنوان مایکرافت، در دو قسمت از آخرین مجموعه برت، خاطرات شرلوک هولمز، نقش اصلی را ایفا نمود. اولی به دلیل گرفتاری ادوارد هاردویک بازیگر واتسون در پروژه فیلم دیگری و دومی در نتیجه بیماری جرمی برت.